# Gusty Bausch

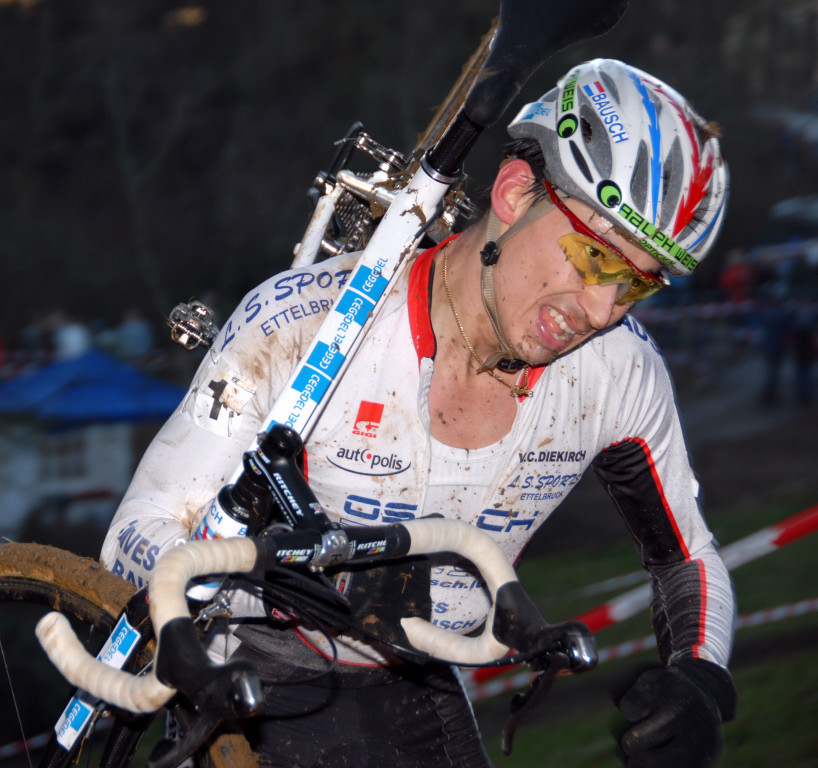
Gusty Bausch bei der Landesmeisterschaft im Cross 2008

Gusty Bausch (* 25. Februar 1980 in Luxemburg) ist ein Luxemburger Cyclocross- und Straßenradrennfahrer.
Gusty Bausch wurde 1998 Luxemburger Cyclocrossmeister in der Juniorenklasse. In der Saison 2001 wurde er nationaler Meister der U23-Klasse und er gewann ein Rennen in Rümelingen. Im nächsten Jahr verteidigte er seinen Meistertitel und gewann die Rennen in Tétange, Dommeldange und Bridel. 2003 wurde Bausch zum ersten Mal in der Eliteklasse nationaler Meister. In den folgenden Jahren wurde er 2005, 2007, 2009 und 2012 Luxemburger Meister. Er nahm bis jetzt an 17 Weltmeisterschaften im Cyclocross teil. Sein bestes Ergebnis war Rang 9 bei den Débutants in Montreuil (F) 1996, 14. bei den Espoirs 1999 in Poprad (SV) und 28. in  Zeedam (NL) 2006 bei der Elite. Des Weiteren gewann er eine Bronze-Medaille bei den Spielen der Kleinen Staaten Europas 2012 in Liechtenstein beim Mountainbikerennen.

## Erfolge – Cyclocross
1997/1998
- Luxemburgischer Meister (Junioren)

2000/2001
- Luxemburgischer Meister (U23)

2001/2002
- Luxemburgischer Meister (U23)

2002/2003
- Luxemburgischer Meister

2004/2005
- Luxemburgischer Meister

2006/2007
- Luxemburgischer Meister

2008/2009
- Luxemburgischer Meister

2011 Bronze Medaille Spiele der kleinen Staaten in Liechtenstein (Mountainbike)
2011/2012
- Luxemburgischer Meister